# Gillis Bildt
Barone Didrik Anders Gillis Bildt, noto semplicemente come Gillis Bildt (Göteborg, 1820 – Stoccolma, 1894), è stato un nobile e politico svedese.
Fu primo ministro della Svezia dal 1888 al 1889.